# Vidsel
Vidsel ist ein Ort (tätort) in der  schwedischen Provinz Norrbottens län und der historischen Provinz Norrbotten. Der Ort liegt am Fluss Piteälven in der Gemeinde Älvsbyn, etwa 34 km nordwestlich des Gemeindehauptortes Älvsbyn.
In der Nähe von Vidsel befindet sich auf 5000 km² eine Erprobungsstelle der schwedischen Luftwaffe für Militärflugzeuge mit einer 2300 m langen Start- und Landebahn, das Raketenversuchsgelände Vidsel, und ein Raketenversuchsgelände des Rüstungsunternehmens Enator Miltest.

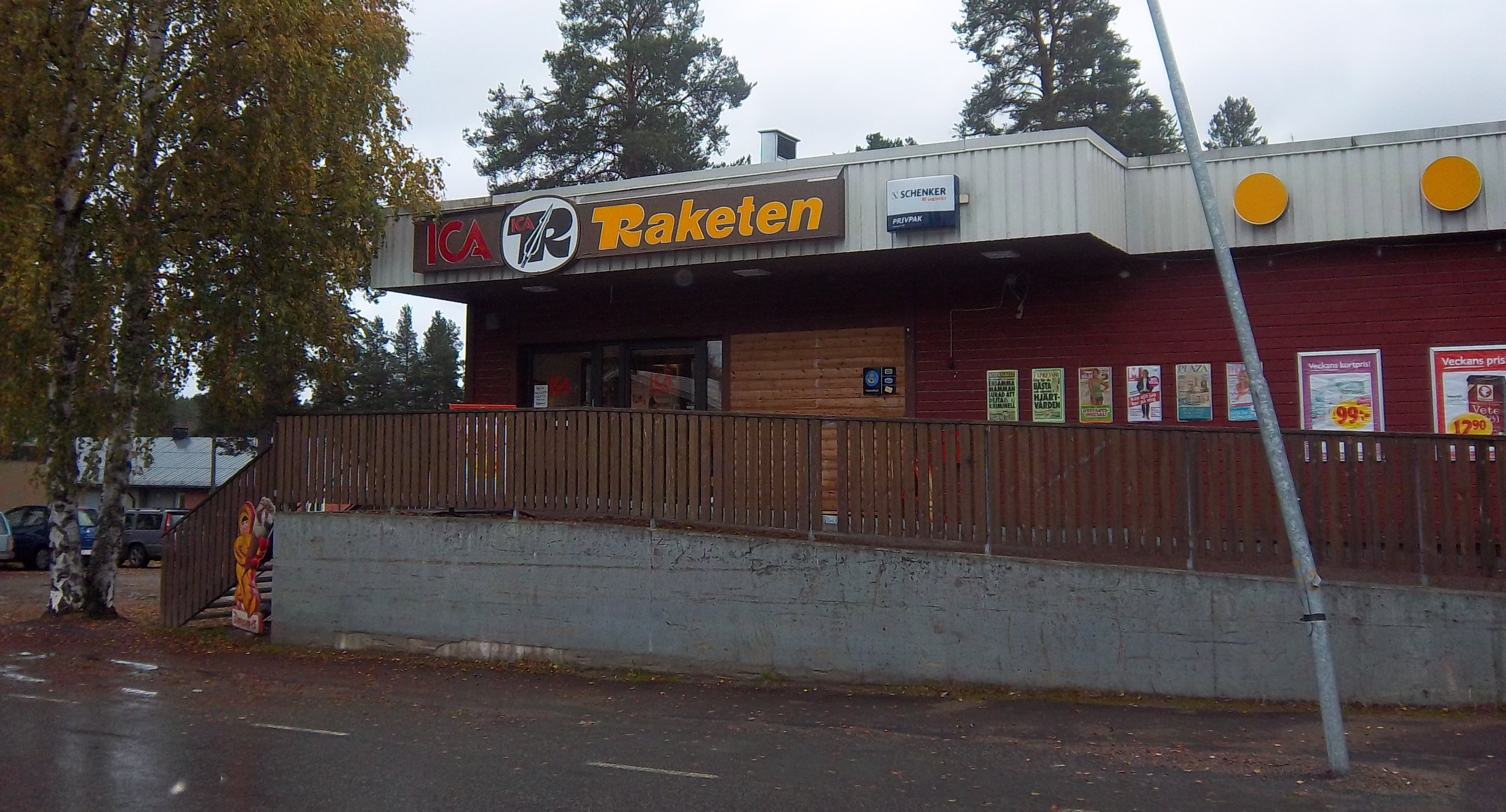
ICA „Raketen“
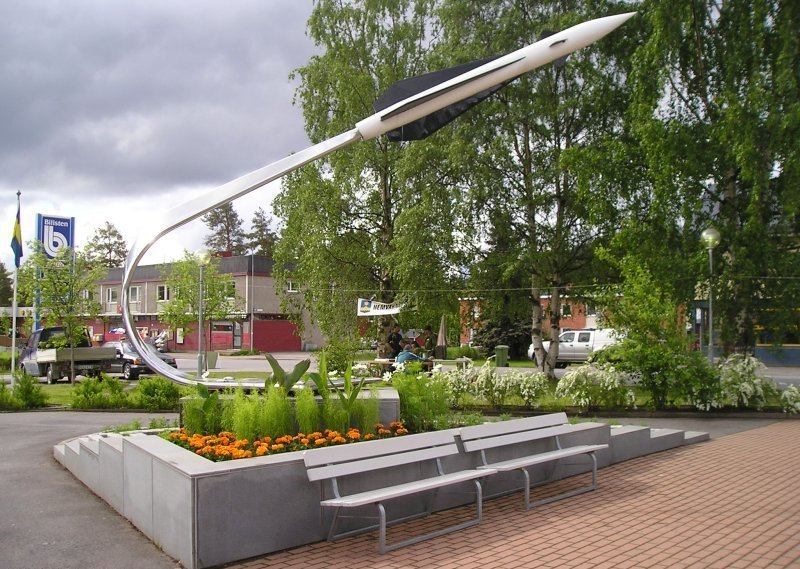
Platz in Vidsel
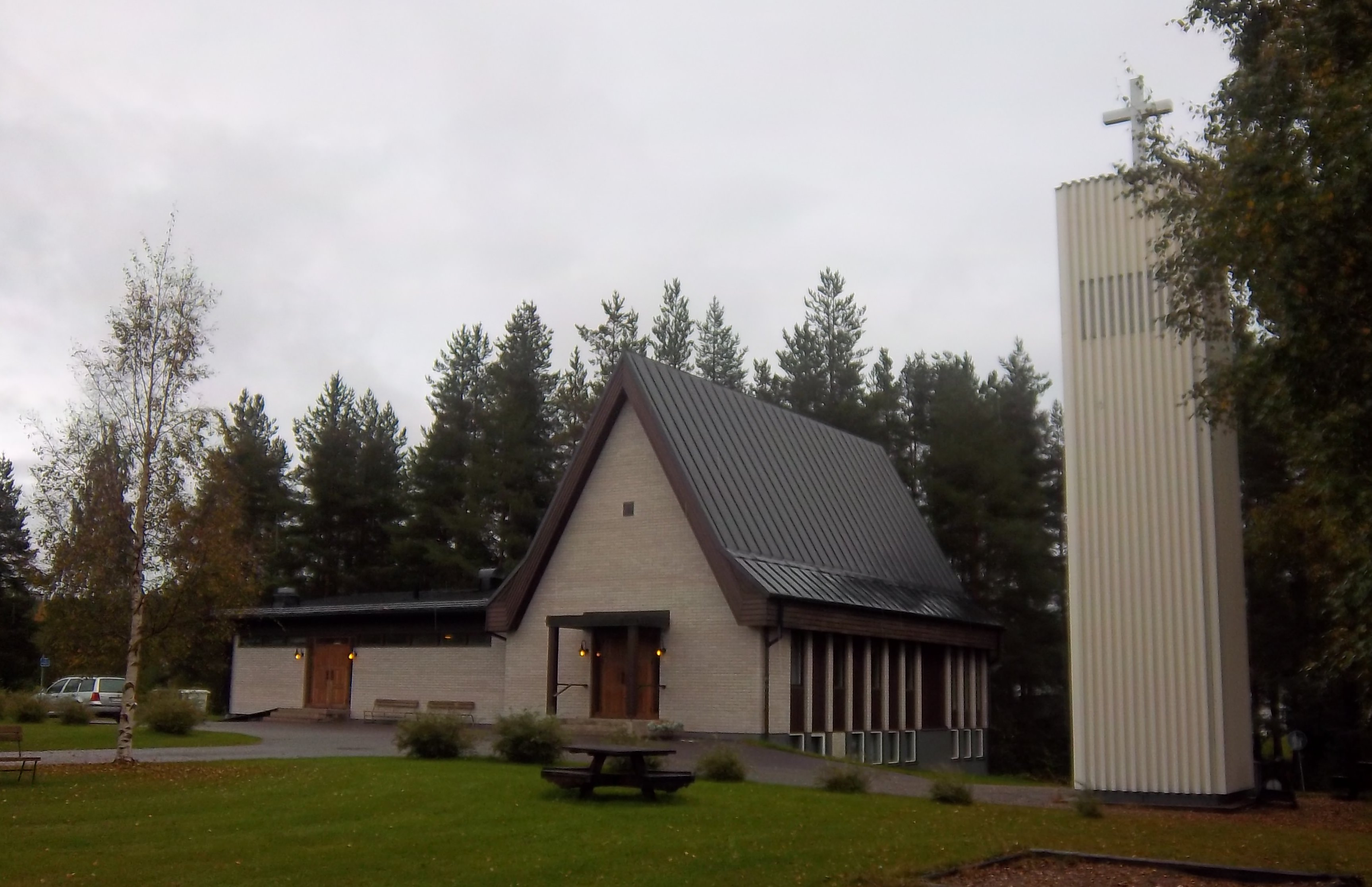
Kirche